# Glandularia pumila
Glandularia pumila là một loài thực vật có hoa trong họ Cỏ roi ngựa. Loài này được (Rydb.) Umber mô tả khoa học đầu tiên năm 1979.